# Medaille von Naarden
Die Medaille von Naarden wurde an Bürger von Amsterdam verliehen, die sich bei der Belagerung von Naarden hervortaten. Naarden, heute ein Ortsteil von Gooise Meren,  war zu dieser Zeit von den Franzosen besetzt. Stifter war der König der Niederlande, Wilhelm I.

## Ordensdekoration
Im Avers stehen in einem Lorbeerkranz und Orangenkranz die Worte „Belagerung von Naarden, 1814“, auf der Rückseite, dem Revers, in einem Eichenkranz  „Verliehen vom Central-Comite zu Amsterdam ...“.  Danach folgte der eingravierte Name des Ausgezeichneten.

## Ordensband
Das Ordensband ist weiß – schwarz – rot.